# Nasruła Nasrułajew
Nasruła Asadułajewicz Nasrułajew (ros. Насрула Асадулаевич Насрулаев; ur. 17 lutego 1948, albo 9 sierpnia 1946) – radziecki zapaśnik startujący w stylu wolnym. Mistrz świata w 1974 i drugi w 1973. Mistrz Europy w 1973. Pierwszy w Pucharze Świata w 1975.
Mistrz ZSRR w 1970 i 1974, drugi w 1969 roku.